# VECTOR (BLUE ENCOUNTのアルバム)
『VECTOR』（ベクトル）は、BLUE ENCOUNTの3枚目のオリジナル・アルバム。

## 概要
前作『THE END』から1年2ヶ月ぶりのオリジナル・アルバムである。DVD付初回生産限定盤、通常盤（CDのみ）の二形態が発売された。ジャケットは写真家の後藤倫人とボーカルの田邊駿一が撮り下ろした写真で構成されている。

### タイアップ
- 灯せ（ドラマ24第50弾特別企画『オー・マイ・ジャンプ!～少年ジャンプが地球を救う～』エンディングテーマ）
- コンパス（WIRED TOKYO SORAシリーズ タイアップ曲）
- VS（テレビ東京系アニメ「銀魂」オープニングテーマ）
- さよなら（映画「ラストコップ　THE MOVIE」主題歌）

## 収録曲
| 全作詞・作曲: 田邊駿一。 |                                 |          |            |      |
| #                        | タイトル                        | 作詞     | 作曲・編曲 | 時間 |
| 1.                       | 「灯せ」                        | 田邊駿一 | 田邊駿一   | 3:05 |
| 2.                       | 「Waaaake!!!!」                 | 田邊駿一 | 田邊駿一   | 3:23 |
| 3.                       | 「コンパス」                    | 田邊駿一 | 田邊駿一   | 3:37 |
| 4.                       | 「VS」                          | 田邊駿一 | 田邊駿一   | 3:36 |
| 5.                       | 「RUN」                         | 田邊駿一 | 田邊駿一   | 3:55 |
| 6.                       | 「…FEEL?」                      | 田邊駿一 | 田邊駿一   | 3:51 |
| 7.                       | 「ハンプティダンプティ」        | 田邊駿一 | 田邊駿一   | 2:58 |
| 8.                       | 「résistance」                  | 田邊駿一 | 田邊駿一   | 3:07 |
| 9.                       | 「虹」                          | 田邊駿一 | 田邊駿一   | 4:23 |
| 10.                      | 「グッバイ。」                  | 田邊駿一 | 田邊駿一   | 3:02 |
| 11.                      | 「coffee, sugar, instant love」 | 田邊駿一 | 田邊駿一   | 3:56 |
| 12.                      | 「「77」」                      | 田邊駿一 | 田邊駿一   | 3:53 |
| 13.                      | 「さよなら」                    | 田邊駿一 | 田邊駿一   | 5:11 |
| 14.                      | 「こたえ」                      | 田邊駿一 | 田邊駿一   | 4:11 |
| 合計時間:                | 合計時間:                       | 52:08    |            |      |

### 初回生産限定盤DVD
1. VS -Music Video-
2. VS -Making-
3. さよなら -Music Video-
4. さよなら -Making-
5. ブル散歩 -VECTOR完成旅行編-
  - アルバム完成記念の慰安旅行として、福島県にあるスパリゾートハワイアンズにメンバー4人のみで車で旅行した模様が収録されている[3]。